# Parc zoologique et forestier Michel-Corbasson
Le parc zoologique et forestier Michel-Corbasson ou parc forestier est un espace vert, jardin botanique et parc zoologique situé dans les hauteurs du mont Montravel à Nouméa en Nouvelle-Calédonie, sur une superficie de 34 ha.

## Historique
La ville de Nouméa cède en 1962 ce terrain surplombant les quartiers de Magenta et de Portes-de-fer au Territoire, pour y aménager une réserve préservant au cœur de la ville un noyau de forêt sèche et quelques espèces endémiques, dont le cagou ou la perruche cornue. Cette tâche est alors entreprise par le service des eaux et forêts de la Nouvelle-Calédonie et notamment par son directeur, Michel Corbasson, qui a donné son nom au parc qui ouvre ses portes en 1972. Depuis la création des trois provinces en 1989, le parc est géré par la Province Sud.  

## L'organisation du parc

### Le parc zoologique

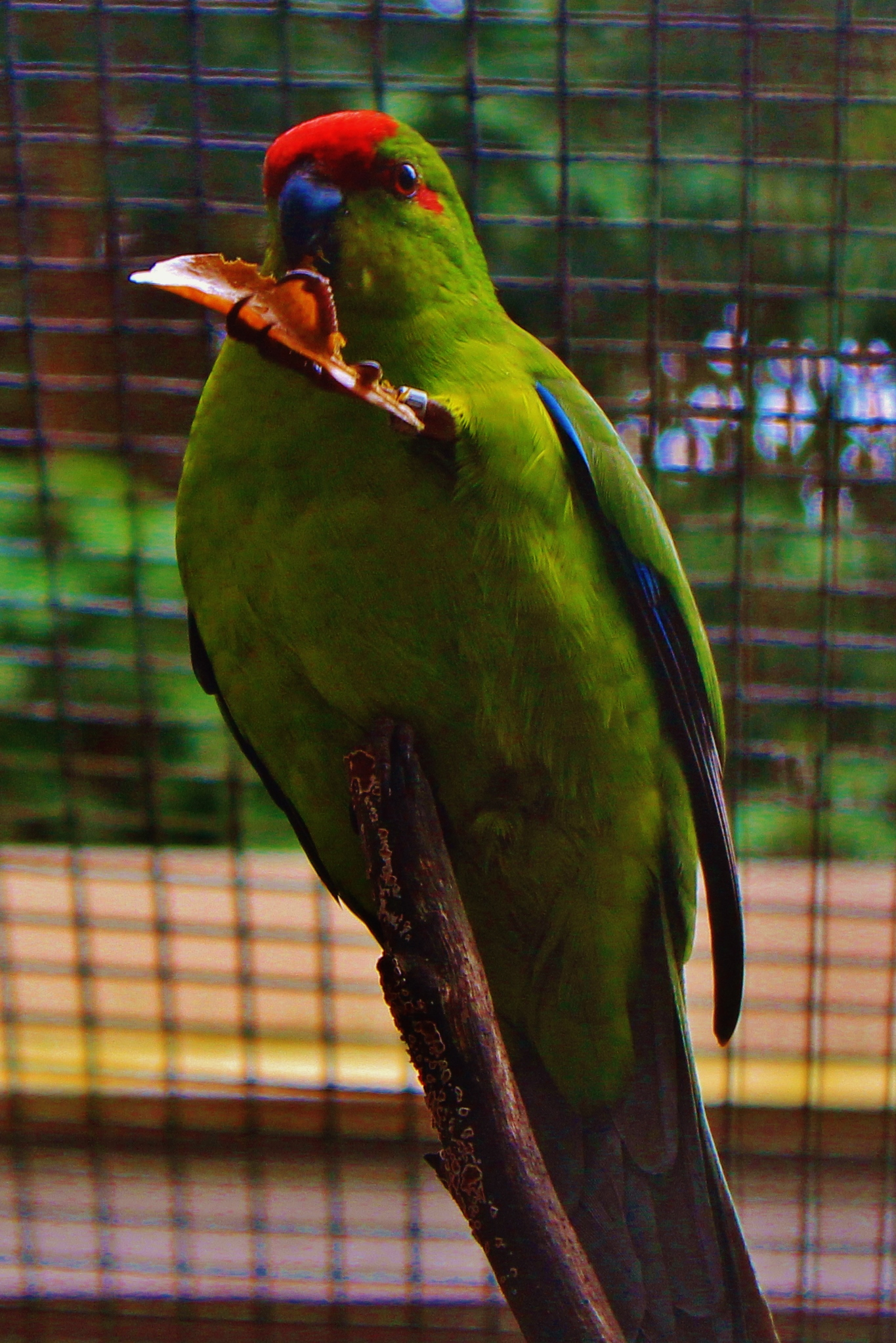
Une perruche d'Ouvéa au parc forestier

Le parc réunit plus de 700 animaux représentant plus de 130 espèces, dont essentiellement des oiseaux (la faune terrestre local était essentiellement constitués de reptiles ainsi que d'oiseaux et uniquement des chiroptères parmi les mammifères, avant l'arrivée des européens et l'introduction de nouvelles espèces) à travers 110 espèces. Ils regroupent une grande part d'espèces endémiques, mais aussi venant du reste du monde avec une priorité pour les animaux de la région Asie-Pacifique. 
Ceux-ci sont répartis dans des enclos ou espaces ouverts le long de sentiers piétonniers, et notamment autour de trois lacs artificiels. 
Animaux présents (liste non exhaustive) :
- Oiseaux
  - Endémiques : notamment le cagou, l'emblème du territoire et animal protégé, qui fait l'objet d'un élevage afin de repeupler les zones naturelles ainsi que d'un programme d'étude en partenariat avec notamment le Yokohama zoological gardens au Japon, le Zoo de San Diego aux États-Unis ou encore le parc ornithologique de Walsrode en Allemagne. Parmi les autres espèces d'oiseaux endémiques peuvent également être notées : notou, perruche cornue (de la chaîne ou d'Ouvéa), le corbeau calédonien entre autres.
  - Locales mais non endémiques : notamment plusieurs espèces de perruches ou loriquets, de canards (canard à sourcils) ou des rapaces (faucon pèlerin, effraie des clochers, milan ou aigle siffleur), des échassiers (hérons surtout).
  - Internationales : paons bleus (en liberté dans le parc), autruches, émeus, flamants roses, ibis rouges, aras, diverses espèces de perroquets ou cacatoès, calao trompette, toucans, pélicans, cygnes (blancs et noirs), oies (domestiques ou de Chine), notamment.
- Reptiles : le vivarium actuel regroupe depuis décembre 2007 11 espèces de reptiles dont 8 endémiques, 1 présente localement mais non endémique et 2 issues d'autres pays 
  - Endémiques : surtout des geckos (dont le gecko cornu ou à crête, gecko géant, entre autres).
  - Locale mais non endémique : le Boa des Loyautés ou du Pacifique (Candoia Bibroni)[3].
  - Internationales : un Dragon d'eau australien et un Iguane vert.
- Mammifères : représentés par une dizaine d'espèce, une seule est d'origine locale (des chauves-souris, essentiellement des roussettes, dont, sur neuf espèce, six endémiques : n'y sont représentées au parc que  deux d'entre elles, les plus répandues et les moins vulnérables), les autres ont soit été introduites depuis plus ou moins récemment sur le territoire et d'autres proviennent d'autres pays du monde pour le seul usage du parc.   
  - Chiroptères : la roussette rousse ou renard-volant orné, ou encore la roussette des roches également appelée renard-volant de Nouvelle-Calédonie.
  - Primates : Maki catta, Atteles

### La ferme pédagogique
Une mini-ferme pédagogique exclusivement destinée aux enfants a ouvert ses portes en 2005, faisant découvrir au plus jeunes les animaux de la ferme comme des ânes, des poules, des colombes ou pigeons, des cochons, des cerfs, des chèvres, des moutons, des lapins.

### Le parc botanique
Le parc a aussi une fonction de jardin botanique faisant découvrir des paysages typiques de forêt sclérophylle, dite aussi forêt primitive, ou de maquis minier, dont plus de 60 % des espèces qui la composent sont endémiques. En 1990, les plus rares d'entre elles ont été replantées sur plus d'un hectare dans le parc, et le programme de préservation se poursuit constamment. Les exemplaires les plus remarquables restent les araucarias, et notamment le pin colonnaire, des kaoris ou des palmiers ainsi que, depuis 1996, des échantillons de cactées et plantes succulentes.

### La Maison de la nature
Située à l'entrée du parc, elle présente notamment un échantillon de roches issues du sol calédonien et présente également un historique de la flore et de la faune locale, en présentant par exemple certaines espèces disparues, de vestiges fossiles ou d'animaux empaillés. 

## Les fonctions du parc
Outre son but premier qui reste de faire découvrir la faune et la flore locale au visiteur, le parc reste avant tout une attraction touristique et un lieu de loisir. Enfin, il sert également à sensibiliser la population à la préservation de l'environnement.  

### Pôle touristique
Avec 65 000 visiteurs par an en moyenne, il s'agit de l'un des lieux les plus visités de Nouméa. Son entrée est payant (400 Francs CFP, soit environ 3,35 €, mais gratuit pour les moins de 12 ans, à moitié prix pour les 12-17 ans et à 300 F CFP pour les groupes de 10 personnes ou plus). Une visite commentée est également effectuée deux fois par jour à bord de l'un des « petits trains » touristiques qui sillonnent la ville.

### Lieu de loisir
Parmi les sentiers qui sillonnent le parc, une partie (3 km) ont été aménagés en sentiers pédestres pour la randonnée et le jogging, tout autour de la « vallée africaine » (qui abrite notamment les cerfs et les autruches autour de l'un des trois lacs artificiels, à droite de l'entrée du parc). À l'entrée du parc se trouve également une boutique de souvenir ainsi que d'un point de restauration, et une aire de jeu pour enfants a également été réalisée près de la ferme pédagogique.

### Sensibilisation à l'environnement
Le parc participe, par la recherche et par l'élevage d'animaux, à la réintroduction de certaines espèces (notamment le cagou) en milieu sauvage. De plus, il collabore étroitement avec la WWF dont le siège de l'antenne local se trouve dans le parc.

## Sources
1. ↑  Présentation du quartier Portes-de-fer sur le site de la ville de Nouméa
2. ↑  [http://www.info.lnc.nc/articles/article_69929_42650_2531.htm « Michel Corbasson, fondateur du Parc forestier "Quand je suis arrivé, il y avait tout à faire" », Nouvelles Calédoniennes, 15/12/2005
3. ↑  Fiche de présentation sur le site www.endemia.nc
4. ↑  Présentation sur le site du GIE Nouvelle-Calédonie Tourisme Point Sud